# Sigtuna (gemeente)
Sigtuna is een Zweedse gemeente in Uppland. De gemeente behoort tot de provincie Stockholms län. Ze heeft een totale oppervlakte van 351,6 km² en telde 36.322 inwoners in 2004.
De grootste en modernste woonkern in de gemeente is Märsta, het historisch centrum is in de stad Sigtuna, in het dorp Rosersberg is onder meer het koninklijk paleis Rosersbergs Slott gelegen.
In de gemeente is de luchthaven Stockholm-Arlanda gelegen, tevens de grootste werkgever uit de wijde omgeving.

## Plaatsen (in volgorde grote)
- Märsta
- Sigtuna
- Rosersberg
- Granby
- Bromsta
- Herresta
- Charlottenberg
- Albano
- Bergby en Botlöt
- Borgen